# Segmentació de la xarxa 5G

Marc genèric de segmentació de la xarxa 5G

La segmentació de la xarxa 5G és una arquitectura de xarxa que permet la multiplexació de xarxes lògiques virtualitzades i independents a la mateixa infraestructura de xarxa física. Cada porció de xarxa és una xarxa aïllada d'extrem a extrem adaptada per complir els diversos requisits sol·licitats per una aplicació concreta.
Per aquest motiu, aquesta tecnologia assumeix un paper central per donar suport a les xarxes mòbils 5G dissenyades per abraçar de manera eficient una gran quantitat de serveis amb requisits de nivell de servei (SLR) molt diferents. La realització d'aquesta visió orientada al servei de la xarxa aprofita els conceptes de xarxa definida per programari (SDN) i virtualització de funcions de xarxa (NFV) que permeten la implementació de seccions de xarxa flexibles i escalables a la part superior d'una infraestructura de xarxa comuna. Des de la perspectiva del model de negoci, cada sector de xarxa és administrat per un operador de xarxa virtual mòbil (MVNO). El proveïdor d'infraestructura (el propietari de la infraestructura de telecomunicacions) lloga els seus recursos físics als MVNO que comparteixen la xarxa física subjacent. Segons la disponibilitat dels recursos assignats, un MVNO pot desplegar de manera autònoma múltiples segments de xarxa que es personalitzen per a les diferents aplicacions que es proporcionen als seus propis usuaris.

## Història
La història del segment de xarxa es pot seguir fins a finals dels anys 80 amb la introducció del concepte de "slice" en el camp de les xarxes. Les xarxes superposades van proporcionar la primera forma de tall de xarxa ja que es van combinar recursos de xarxa heterogenis per crear xarxes virtuals sobre una infraestructura comuna. Tanmateix, no tenien un mecanisme que permetés la seva programabilitat.
En el context de les xarxes mòbils, el tall de xarxa va evolucionar a partir del concepte de compartició RAN que es va introduir inicialment en l'estàndard LTE. Alguns exemples d'aquesta tecnologia són les xarxes d'accés de ràdio multioperador (MORAN) i les xarxes bàsiques de diversos operadors (MOCN), que permeten als operadors de xarxa compartir recursos LTE comuns dins de la mateixa xarxa d'accés de ràdio (RAN).

## Conceptes clau
El paradigma de xarxa "únic que s'adapta a tots" emprat a les xarxes mòbils del passat (2G, 3G i 4G) ja no és adequat per abordar de manera eficient un model de mercat format per aplicacions molt diferents com la comunicació de tipus màquina, latència baixa ultra fiable. comunicació i lliurament millorat de contingut de banda ampla mòbil.
La idea bàsica del segment de xarxa és "tallar" l'arquitectura de xarxa original en múltiples xarxes lògiques i independents configurades per satisfer eficaçment els diferents requisits dels serveis. Per realitzar quantitativament aquest concepte, s'utilitzen diverses tècniques:
- Funcions de xarxa: expressen funcionalitats elementals de xarxa que s'utilitzen com a "blocs de construcció" per crear cada porció de xarxa.
- Virtualització: proporciona una representació abstracta dels recursos físics sota un esquema unificat i homogeni. A més, permet un desplegament de segments escalable que es basa en NFV que permet desacoblar cada instància de funció de xarxa del maquinari de xarxa en què s'executa.
- Orquestració : és un procés que permet la coordinació de tots els diferents components de la xarxa que estan implicats en el cicle de vida de cada segment de xarxa. En aquest context, SDN s'utilitza per permetre una configuració de talls dinàmica i flexible.